# Relaciones Ecuador-Turquía
Las relaciones Ecuador-Turquía son las relaciones diplomáticas entre la República del Ecuador y la República de Turquía. Ecuador tiene una embajada en Ankara desde 2009. Turquía tiene una embajada en Quito desde 2012.

## Visitas presidenciales
| Invitado                        | Anfitrión                | Lugar de visita              | Fecha de visita      |
| ------------------------------- | ------------------------ | ---------------------------- | -------------------- |
| Presidente Recep Tayyip Erdoğan | Presidente Rafael Correa | Palacio de Carondelet, Quito | 3 de febrero de 2016 |

## Vínculos económicos
El volumen comercial entre los dos países fue de 117 millones de dólares en 2019. (Exportaciones/importaciones turcas: 59/58 millones de dólares)